# Golpe de Estado en Brasil de 1964
El golpe militar en Brasil de 1964 tuvo lugar contra el presidente João Goulart por militares brasileños la mañana del miércoles 1 de abril de 1964, poniendo fin a la Cuarta República Brasileña (1946-1964) e iniciando la dictadura militar brasileña (1964-1985). El golpe tomó la forma de una rebelión militar, la declaración de vacancia en la presidencia por el Congreso Nacional el 2 de abril, la formación de una junta militar (el Comando Supremo de la Revolución) y el exilio del presidente el 4 de abril. En su lugar, Ranieri Mazzilli, presidente de la Cámara de Diputados, asumió el cargo hasta la elección por el Congreso del general Humberto de Alencar Castelo Branco, uno de los líderes del golpe. Entre los militares brasileños a favor del golpe, el evento es designado como «revolución de 1964» o «contrarrevolución de 1964».
Elegido vicepresidente democráticamente en 1960, Jango, como se conocía a Goulart, asumió el poder tras la renuncia del presidente Jânio Quadros en 1961 y la Campaña por la Legalidad, que frustró un intento de golpe militar que impidió su investidura. Durante su gobierno, la crisis económica y los conflictos sociales se agravaron. Movimientos sociales, políticos, sindicales, campesinos y estudiantiles, junto con militares de bajo rango, se unieron en apoyo de un conjunto de "reformas de base" propuestas por el presidente Goulart. Enfrentó una creciente oposición entre la élite, la clase media urbana, gran parte del cuerpo de oficiales de las Fuerzas Armadas, la Iglesia Católica y la prensa, quienes lo acusaron de amenazar el orden legal del país, conspirar con comunistas, causar caos social y debilitar la jerarquía militar. A lo largo de su mandato, Goulart enfrentó numerosos intentos de presión y desestabilización de su gobierno, así como complots para derrocarlo. Las relaciones de Brasil con Estados Unidos se deterioraron y el gobierno estadounidense se alió con las fuerzas de la oposición y sus esfuerzos, apoyando el golpe. Goulart perdió el apoyo del centro, no logró la aprobación de las reformas de base en el Congreso y, en la etapa final de su gobierno, se apoyó en la presión de los movimientos reformistas para superar la resistencia de la legislatura, lo que llevó al pico de la crisis política en marzo de 1964.
El 31 de marzo, estalló una rebelión en Minas Gerais, liderada por un grupo de oficiales militares con el apoyo de algunos gobernadores. Las tropas leales y los rebeldes se prepararon para el combate, pero Goulart no quería una guerra civil. Inicialmente, los leales dominaron, pero las deserciones masivas debilitaron la situación militar del presidente, quien viajó sucesivamente de Río de Janeiro a Brasilia, Porto Alegre, el interior de Rio Grande do Sul y luego a Uruguay, donde se exilió. Para el 1 de abril, los golpistas controlaban la mayor parte del país, y el 2 de abril aseguraron Rio Grande do Sul. En la madrugada del 2 de abril, el Congreso declaró vacante el cargo de Goulart mientras aún se encontraba en territorio brasileño. Los esfuerzos para defender su presidencia, como la convocatoria de una huelga general, fueron insuficientes. Mientras algunos sectores de la sociedad aplaudieron la autoproclamada "revolución" de los militares, otros sufrieron una severa represión. La clase política esperaba un rápido retorno al gobierno civil, pero en los años siguientes se instaló una dictadura autoritaria, nacionalista y pro estadounidense.

## Antecedentes
João Goulart fue elegido vicepresidente de Brasil por segunda vez en 1960. El viernes 25 de agosto de 1961, el presidente  Jânio Quadros presentó la renuncia a su cargo y según la constitución vigente, promulgada en 1946, él, como vicepresidente, debía asumir la presidencia del país. Sin embargo, Goulart que se encontraba en un viaje a la República Popular China como representante del gobierno brasileño,[cita requerida] fue vetado por los ministros militares del gabinete. El presidente de la Cámara de diputados Ranieri Mazzilli, segundo en la línea de sucesión presidencial asumió el poder durante 14 días hasta que Goulart logra asumir el gobierno el 2 de septiembre, tras la aprobación por el congreso de una enmienda a la Constitución de 1946, por la cual se instauraba un sistema parlamentarista de gobierno en sustitución del sistema presidencialista existente.
Tras una larga negociación, liderada por el cuñado de Goulart, Leonel Brizola, en la época, gobernador de Rio Grande do Sul, los simpatizantes del vicepresidente y la oposición en el Congreso llegaron a un acuerdo político, y por más de 1500 votos favorables (234 en la primera vuelta y 233 en la segunda vuelta) decidieron firmar un acuerdo político por el cual se creó el régimen parlamentarista, en el cual el poder de Goulart quedaba reducido, aunque mantenía el rango de jefe de Estado, mientras el jefe de Gobierno sería un primer ministro. El sábado 2 de septiembre de 1961 Brasil se convirtió así en una democracia parlamentaria.
Según la enmienda constitucional que creó el parlamentarismo brasileño, todos los actos del Presidente de la República deberían ser refrendados por el primer ministro. En el modelo adoptado, correspondía al presidente el nombramiento del primer ministro y la formación del Consejo de Ministros (grupo de ministros), que debería ser aprobado por 2/3 del Congreso. No había la posibilidad de disolución del Congreso por el Presidente. El primer ministro escogido fue Tancredo Neves, que asumió el poder el jueves 7 de septiembre de 1961, el mismo día en que Goulart asumió como presidente bajo el nuevo régimen.[cita requerida] Tancredo Neves fue sucedido por Francisco Brochado da Rocha en 1962 y posteriormente por Hermes Lima.
A pesar de haber elaborado propuestas para desarrollar la economía y combatir el déficit público y la inflación, el régimen parlamentario no permitía que Goulart lograse aprobar propuestas, por falta de una coalición política consistente.[cita requerida] Debido al fracaso del parlamentarismo, se anticipó un plebiscito en el cual la población debería decir si continuaba el régimen parlamentario o si el sistema presidencialista debería ser restablecido.[cita requerida] El 1963, la población apoyó con mayoría la vuelta del presidencialismo,[cita requerida] y Goulart pasó a defender reformas en la economía que permitirían una mejor distribución de la renta, que fueron conocidas como las Reformas de Base.[cita requerida]
Las Reformas de Base prevenían la reforma agraria, tributaria, administrativa, bancaria y en la educación, la nacionalización de empresas extranjeras y la aplicación de la Ley de Control de Remesas para controlar el envío de intereses a las matrices de empresas extranjeras. En marzo de 1963, por ejemplo, el Estatuto del Trabajador Rural, de autoría del diputado Fernando Ferrari, fue aprobado en el Congreso, a través de este los trabajadores del campo pasaban a tener los mismos derechos de los trabajadores urbanos.[cita requerida] El gobierno tenía apoyo de los sindicatos, de la Confederación General de los Trabajadores - CGT - y de los comunistas y socialistas. Al otro lado, se oponían a las Reformas grupos de empresarios, grandes propietarios rurales, militares y sectores de la clase media. En el Congreso, el presidente encontraba fuerte oposición de la Unión Democrática Nacional (UDN) y del Partido Social Demócrata (PSD).
Goulart se esforzó para sostener la política exterior no alineada de Jânio Quadros, con énfasis en la búsqueda del desarrollo económico. Así, la "disputa Este-Oeste" era sustituido por el "conflicto Norte-Sur", y se fue alejando de la Guerra Fría como eje conductor de la política externa.

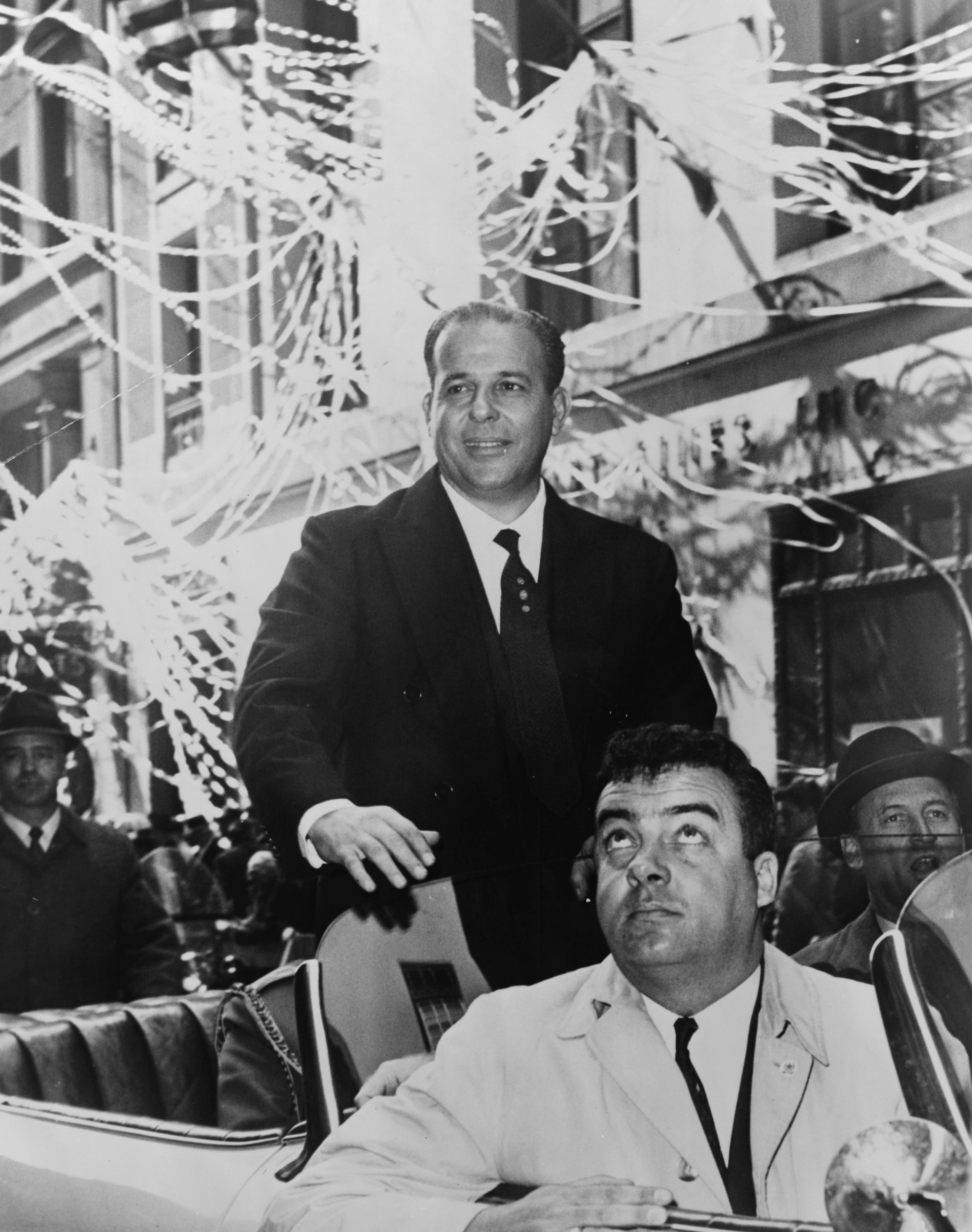
El presidente Goulart visita los Estados Unidos, 1962.

Las Reformas de Base y la "política externa independiente" eran consideradas por sectores militares, por la oposición política y por los latifundistas y empresarios como "socialistas". Hay que recordar que el antecesor de Goulart, Jânio Quadros, había sido presionado hasta la renuncia por haber buscado un acercamiento con los países comunistas (sobre todo Cuba y la República Popular China) sin romper lazos con los Estados Unidos. Como Brasil era fundamental a los intereses políticos del gobierno estadounidense y las decisiones de política externa afectaban sus intereses, las relaciones entre los dos países empeoraron. Washington pasó, entonces, a apoyar a la oposición al gobierno, e incluso a la elaboración de un golpe activando la Operación Brother Sam.
En octubre de 1963 una entrevista del gobernador Carlos Lacerda, en oposición a Goulart, a un periodista estadounidense, en la cual atacaba violentamente el gobierno y también al presidente, comenzaría una nueva crisis. Los militares consideraron la entrevista ofensiva para las fuerzas armadas y sugirieron que Goulart decretase estado de sitio. El presidente apoyó la idea, y envió la propuesta al Congreso. Sin embargo, el partido del gobierno, el Partido Laborista Brasileño (PTB), decidió no apoyar la idea, por temer la supresión de las libertades políticas. Sintiéndose aislado, el presidente retiró la propuesta, y empezó a perder el control político y militar de la situación. Muchos militares graduados que se habían negado a participar de la conspiración, pasaron a apoyar a sus compañeros radicales. Al lado de todas las amenazas venidas de los sectores de derecha, Goulart también se enfrentaba el empeoramiento de sus relaciones con las fuerzas de izquierda, que declararon a mediados de octubre que "el presidente João Goulart estaba realizando solo un gobierno de interés exclusivo de las clases conservadoras".
A inicios de 1964 la economía de Brasil sufría graves problemas debido a la reducción de la inversión y al costo de la intervención estatal en la economía nacional; la inflación se elevaba considerablemente y la pugna política entre el presidente y la oposición derechista aumentaba. Entre las fuerzas armadas se proyectaba forzar al presidente Goulart a renunciar a sus reformas y desplazar de la administración gubernamental a sus aliados de izquierda; Goulart confiaba aún en la lealtad de un grupo de oficiales promovidos a altos puestos durante su mandato, y en la posibilidad de que sus partidarios podrían oponer resistencia armada a una sublevación militar.
El viernes 13 de marzo de 1964 en una gran asamblea al lado de la estación Central de ferrocarril en Río de Janeiro, Goulart firmó en la plaza pública un decreto de expropiación de las refinerías de petróleo privadas y autorizaba la expropiación de tierras veinte kilómetros al borde de carreteras, ferrocarriles, ríos navegables y represas. Además, pedía una nueva constitución para el país. A este discurso asistieron aproximadamente 130 mil personas.
Estos decretos del 13 de marzo provocaron una reacción de los conservadores, que organizaron las llamadas "Marcha de la Familia con Dios por la Libertad". La primera de ellas ocurrió en São Paulo, el día 19 de marzo, día de San José Obrero, patrono de la familia. El principal organizador de la marcha fue el diputado Antônio Sílvio da Cunha Bueno, apoyado por el gobernador Adhemar de Barros, opositor a Goulart. La marcha terminó junto a la Catedral de la Sé, con una misa "por la salvación de la democracia".
Una asamblea de marineros en Río de Janeiro el miércoles 25 de marzo de 1964 en demanda de aumento de salarios, generó una ruptura casi total de Goulart con la jerarquía militar: dos mil marineros, comandados por José Anselmo dos Santos, que quedó conocido como el Cabo Anselmo, estaban presentes, y con ellos Brizola. El entonces Ministro de la Marina Sílvio Mota ordenó la prisión de los marineros que realizaban la asamblea y envió los Fuzileiros Navais (la policía de la marina) para efectuar las detenciones de los amotinados. Los Fuzileiros, al contrario, se unieron a los rebeldes, con el apoyo de su comandante, Cândido Aragão. El día jueves 26 de marzo se consiguió un acuerdo con los amotinados para que se rindieran, y de inmediato se les procesó por insubordinación, pero el presidente les otorgó una amnistía poco después.
El lunes 30 de marzo, el presidente Goulart hizo un improvisado discurso en el Automóvil Club de Río de Janeiro ante una tropa de sargentos, y reclamó apoyo militar para sus reformas. Esto fue la señal de actuar a los golpistas.

## El golpe de Estado

Humberto de Alencar Castelo Branco durante su régimen dictatorial en Brasil (1964-1967).

En la noche del martes 31 de marzo el general Olímpio Mourão Filho, jefe de la guarnición de Minas Gerais, inició la revuelta avanzando con sus tropas hacia Río de Janeiro, donde se hallaba entonces el presidente Goulart. En el mismo día, la embajada de los EE. UU. en Brasil empieza la Operación Brother Sam cuyo objetivo era asegurar el éxito del golpe. Por la tarde el jefe de estado mayor del ejército (con base en Río de Janeiro), el general Humberto de Alencar Castelo Branco, trató en vano de detener a los golpistas en su marcha alegando que no estaba asegurado el apoyo de las tropas de Sao Paulo. El jefe del 2° Ejército (basado en São Paulo), general Amaury Kruel, llamó por teléfono en la noche del día 31 al presidente Goulart para pedirle que renunciara o destituyera a sus asesores de izquierda pero este se negó a tal pedido, recriminando al general Amaury Kruel por pedirle una decisión humillante para un presidente, declarando inclusive Goulart: "General, Usted debe aferrarse a sus convicciones. Ponga sus tropas en la calle y traicióneme públicamente". Tras el intento fallido del general Kruel, las tropas paulistas se unieron al golpe.
Goulart desestimó las primeras noticias de la revuelta y planeó resistir apoyándose en las divisiones acuarteladas en el sur de Brasil (su región natal) que le eran leales, contando con las tropas de Paraíba y Río Grande do Sul. No obstante, ninguno de los oficiales con que contaba Goulart pudo ser contactado: los golpistas habían elegido una fecha donde los posibles generales leales a Goulart estaban de vacaciones, en descanso, o fuera de sus guarniciones por algún motivo.
Sin opciones de resistir, Joao Goulart salió de Río de Janeiro y viajó a Brasilia al mediodía del miércoles 1 de abril pero allí encontró que el Congreso, dominado por la oposición de derecha, planeaba declarar su vacancia, y se negaba a apoyarlo contra los golpistas. Esa misma tarde Goulart voló a Porto Alegre en un avión de la fuerza aérea planeando resistir al golpe desde allí y esperando que se definiera el 1° Ejército (estacionado en las afueras de Río de Janeiro), mientras tanto Leonel Brizola le requería una resistencia armada al golpe, pero el presidente no tuvo éxito. Ese mismo 1 de abril en la tarde el general Armando de Moraes Áncora, jefe del 1º ejército, intentaba oponerse a la revuelta pero ante el riesgo de desatar un combate entre soldados brasileños (situación que todos los jefes militares ansiaban impedir) desistió de su empeño y unía sus fuerzas a las del general Amaury Kruel en las afueras de Río de Janeiro.
En la madrugada del jueves 2 de abril el presidente del Congreso, Auro Soares de Moura Andrade, logró que la mayoría parlamentaria destituyera a Joao Goulart alegando que se había fugado del país y logró que nombrase presidente al jefe de la cámara de diputados, Ranieri Mazzilli, aunque los congresistas aliados del presidente cuestionaron la veracidad de tal noticia y la propia legalidad de la destitución.
El destituido Goulart se mantuvo en Porto Alegre con el general Argemiro de Assis Brasil, su aliado y ayudante de campo, planeando posibilidades de resistir el golpe junto a Leonel Brizola y al general Ladário Teles, jefe del 3° Ejército basado en Porto Alegre; no obstante Goulart deseaba evitar una lucha entre soldados brasileños y ser considerado culpable de una guerra civil, por lo cual rechazó pedir a la aviación que bombardease a los golpistas o que marineros leales al gobierno avanzaran sobre Río de Janeiro para arrestar a los golpistas. En la mañana del 2 de abril el general golpista Floriano Machado informó a Joao Goulart que las tropas sublevadas habían tomado Curitiba sin resistencia y se dirigían a Porto Alegre, instando al derrocado presidente a salir del país bajo riesgo de ser arrestado.
Ante ello Goulart huyó a su hacienda familiar, situada en la frontera con Uruguay, poco antes del mediodía del 2 de abril. En las horas siguientes, el golpe triunfó definitivamente, sin que dentro de las fuerzas armadas surgieran movimientos en defensa del presidente depuesto. Goulart se resistió a la idea de salir de Brasil hasta que su situación se hizo insostenible, y se vio obligado a cruzar la frontera uruguaya el 4 de abril.
Las principales ciudades brasileñas fueron ocupadas por soldados armados, tanques y coches militares. En la ciudad de Río de Janeiro, la sede de la UNE fue incendiada.[cita requerida] Las asociaciones que apoyaban a Goulart fueron ocupadas por soldados, entre ellas los sindicatos y las sedes de partidos políticos.[cita requerida] El Congreso, bajo presión militar, designaría al general Humberto de Alencar Castelo Branco como presidente de Brasil el 15 de abril de 1964.

## Dictadura militar
Tras el golpe, comenzó en Brasil una dictadura militar que duró hasta la elección de Tancredo Neves en 1985. El golpe fue ampliamente apoyado por los principales periódicos,[cita requerida] por gran parte del empresariado, de los propietarios rurales, parte de la Iglesia católica, varios gobernadores y amplios sectores de clase media. Estos medios de comunicación instalaron la idea de que Goulart llevaría a Brasil a un gobierno similar al de la Unión Soviética y de la República Popular China, es decir, de tipo comunista, mientras se decía que "lo que es bueno para los Estados Unidos es bueno para Brasil".[cita requerida] Los propietarios de tierras y los empresarios también deseaban el control de la crisis económica. El temor de "izquierdización" era compartido por Estados Unidos, hasta el punto de que el gobierno estadounidense ofreció apoyo logístico de su flota naval en el Océano Atlántico para auxiliar a los golpistas en caso de que se precipitase una resistencia armada de Goulart o sus aliados contra el golpe. La noticia del golpe fue recibida con alivio por el gobierno de Washington, satisfecho por saber que Brasil no seguiría el mismo camino de Cuba.
El mariscal Humberto de Alencar Castelo Branco fue el primer dictador después del golpe, e instaló una serie de medidas orientadas a la suspensión del orden constitucional, que previamente garantizaba el ejercicio pleno de la democracia. Comenzaría también una política de persecución y represión de los disidentes.